# Вуж
Вуж (Natrix) — рід змій родини полозових (Colubridae). Поширенні в Північній Африці, Європі та Азії. Мешканці прибережних водно-болотних ландшафтів. Описано п'ять видів.

## Опис
Змії середнього розміру, завдовжки звичайно до 150 см і навіть до 205 см. Хвіст (L.cd.) відносно довгий, у 3—5 разів коротший за тулуб із головою (L); у самців хвіст значно довший, ніж у самок. Тулуб циліндричний. Шийний перехват добре виражений. Голова велика, сплощена, чітко відділена від тулуба. Очі великі, з круглими зіницями. Тулубні хребці з нижніми відростками. Череп з помітно розвиненими гребенями. Вільна частина верхньоскроневої кістки приблизно рівна половині цієї кістки. Верхньощелепних зубів 20—25, вони утворюють безперервний ряд, їхній розмір поступово збільшується за напрямом у глибину пащі. Нижньощелепні зуби рівної довжини.
Тулуб вкритий рядами луски з різко вираженими реберцями; реберця відсутні або слабо виражені лише в ряду луски, який межує з черевними щитками. Луска з двома апікальними ямками. Навколо середини тулуба (Sq.) зазвичай 19 лусок. Черевних щитків 153—193, підхвостових — 50—89 пар. Анальний щиток розділений (А. 1/1). Луска хвоста зверху слаборебриста або гладенька. Підхвостові щитки розташовані в два ряди. Голова вкрита великими симетричними щитками. Міжносові щитки більш-менш трикутної або трапецієподібної форми і звужуються попереду.
Забарвлення верхньої сторони тіла вужів дуже різноманітне — від сірого, оливково-сірого до червонувато-коричневого й чорного кольору. Уздовж спини і боків часто тягнуться ряди темних плям або смужок. Більшість видів мають яскравий жовтий або помаранчевий «нашийник». Черево біле, жовтувате або помаранчеве з витягнутими поперек прямокутними або неправильної форми чорними плямами, які іноді зливаються між собою.

## Поширення
Мешкають у Північній Африці, Європі та Азії, на південь до Перської затоки, в Афганістані, західному Пакистані й Північно-Західній Індії, на схід до Західного Китаю і Північної Монголії.

## Особливості біології
Після зимівлі з'являється на початку березня — у середині квітня. На зимівлю йдуть звичайно в листопаді. У теплі зими зимова сплячка може значно скорочуватись або мати переривчастий характер. Ведуть переважно денний спосіб життя, у літній період активні також у сутінках та вночі. Чудово плавають і пірнають, запливаючи у великих водоймах іноді на кілька кілометрів від берегів.
Вужі належать до яйцекладних змій. У період парування навесні вужі збираються великими групами, утворюючи клубки, що складаються з 1—2 самиць і 5—10 самців. У середині літа самиці відкладають по 6—35 яєць у купах прілого листя або гною, у гнилих пеньках, норах гризунів, тріщинах берегів, обривах та інших достатньо зволожених місцях. Самиці можуть здійснювати сезонні міграції на відстань до кількох кілометрів, щоб знайти відповідні місця для відкладання яєць. У найбільш сприятливих сховищах одночасно відкладають яйця по кілька самиць. Розмір яєць 12—23 × 23—25 мм. Інкубаційний період становить близько 60 діб. Молоді, завдовжки 110—135 мм, з'являються в кінці літа — на початку вересня.
Живляться переважно земноводними, поїдають також рибу, ящірок, дрібних ссавців, птахів та великих комах. Здобич завжди ковтають живцем. У випадку небезпеки відригують заковтнуту здобич і рятуються втечею.

## Вороги
Одним з основних засобів захисту вужів від хижаків або людини є виділення екскрементів зі стійким смердючим запахом. Вони рідко кусаються, хоча можуть сплющувати і збільшувати голову та висувати щелепи назовні, у результаті чого їхня голова набуває трикутного вигляду, як у гадюки. При цьому вужі гучно шиплять і роблять випади в бік нападника і навіть можуть вдарити ворога головою із закритим ротом. Якщо це не стримує агресора, вони часто удають смерть, розвернувши живіт догори та висунувши язик із рота.

## Систематика
Станом на 2024 рік описано п'ять видів:
- Natrix astreptophora
- Natrix helvetica
- Natrix maura — Вуж гадюковий
- Natrix natrix — Вуж звичайний
- Natrix tessellata — Вуж водяний

Раніше як окремий вид виділяли вужа колхидського (Natrix megalocephala), але цитолого-генетичні дослідження спростували його видовий статус і наразі він розглядається як підвид вужа звичайного.
Викопні види:
- †Natrix longivertebrata
- †Natrix merkurensis
- †Natrix mlynarskii
- †Natrix natricoides
- †Natrix parva
- †Natrix rudabanyaensis
- †Natrix sansaniensis